# Alphonse Germain
 (août 2019).
Alphonse Germain (Lyon, 1861-1938) est un historien et critique d'art français.
Après des études à l'École des beaux-arts de Lyon, il est critique d'art pour les revues Art et Critique et L'Ermitage (1889-1896).
Lauréat de l'Académie française et de l'Académie de Lyon, conservateur du musée de Bourg-en-Bresse, ses écrits concernent pour l'essentiel l'histoire de l'art dans la région lyonnaise. On notera particulièrement son histoire des artistes lyonnais en trois volumes publiée 1910 et 1911 : Les Artistes lyonnais des origines jusqu'à nos jours.
Plusieurs de ses livres sont réédités par la Bibliothèque nationale de France dans la collection Hachette BNF.

## Principales publications
- Pour le beau : essai de kallistique (1893)
- Notre art de France, étude (1894)
- Du beau moral et du beau formel (1895)
- Le Sentiment de l'art et sa formation par l'étude des œuvres (1904)
- Les Clouet. Biographie critique (1907)
- L'Art chrétien en France des origines au XVIe siècle : sculptures, peintures, tapisseries, mobilier d'église, etc. (1907), lire en ligne sur Gallica
- Les Néerlandais en Bourgogne (1909)
- Les Artistes lyonnais, des origines jusqu'à nos jours (1910)
- À Montréal (1912)
- L'Église de Vézelay : Saint-Père-sous-Vézelay (1914)
- La Cathédrale de Chartes (1914)
- Le Musée de Bourg (1923)
- Le Mobilier bressan (1925)
- L'Art et la Société de demain (1937)